# تادئو گادی
تادئو گادی (ایتالیایی: Taddeo Gaddi; ۱ ژانویهٔ ۱۲۹۰ – ۱ ژانویهٔ ۱۳۶۶) نقاش و معمار اهل ایتالیا بود.
وی فرزند گادو گادی نمایش ایتالیایی بود و از سال ۱۳۱۳ تا ۱۳۳۷ در کارگاه جوتو دی بوندونه به فعالیت پرداخت و پس از مرگ استادش مورد توجه جورجو وازاری قرار گرفت. از آثارش مهم وی می‌توان به نقاشی‌هایش در کلیسای سانتا کروچه در فلورانس اشاره کرد.

## نگارخانه

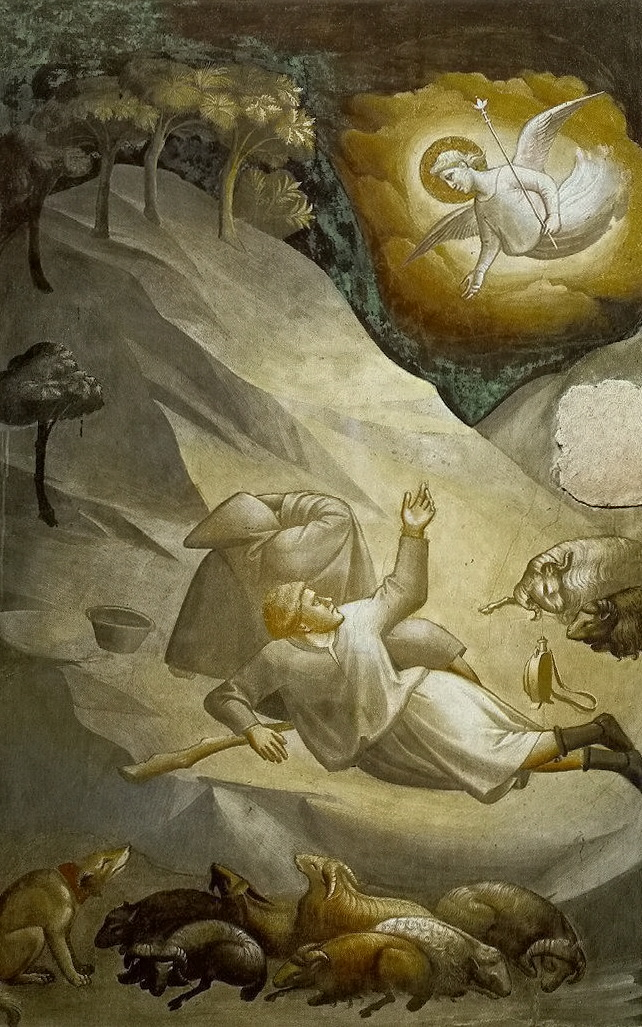
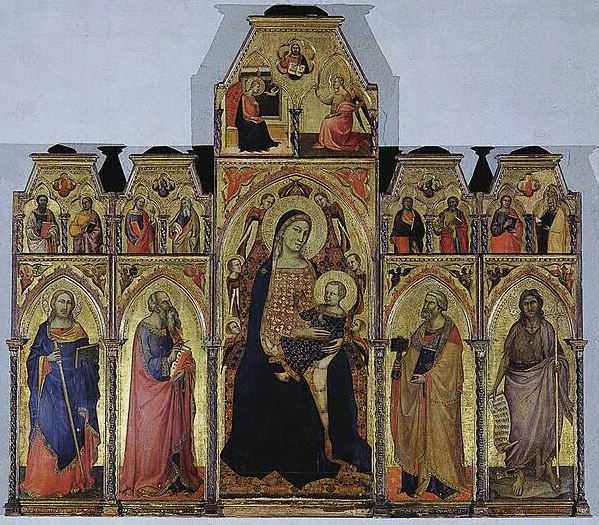
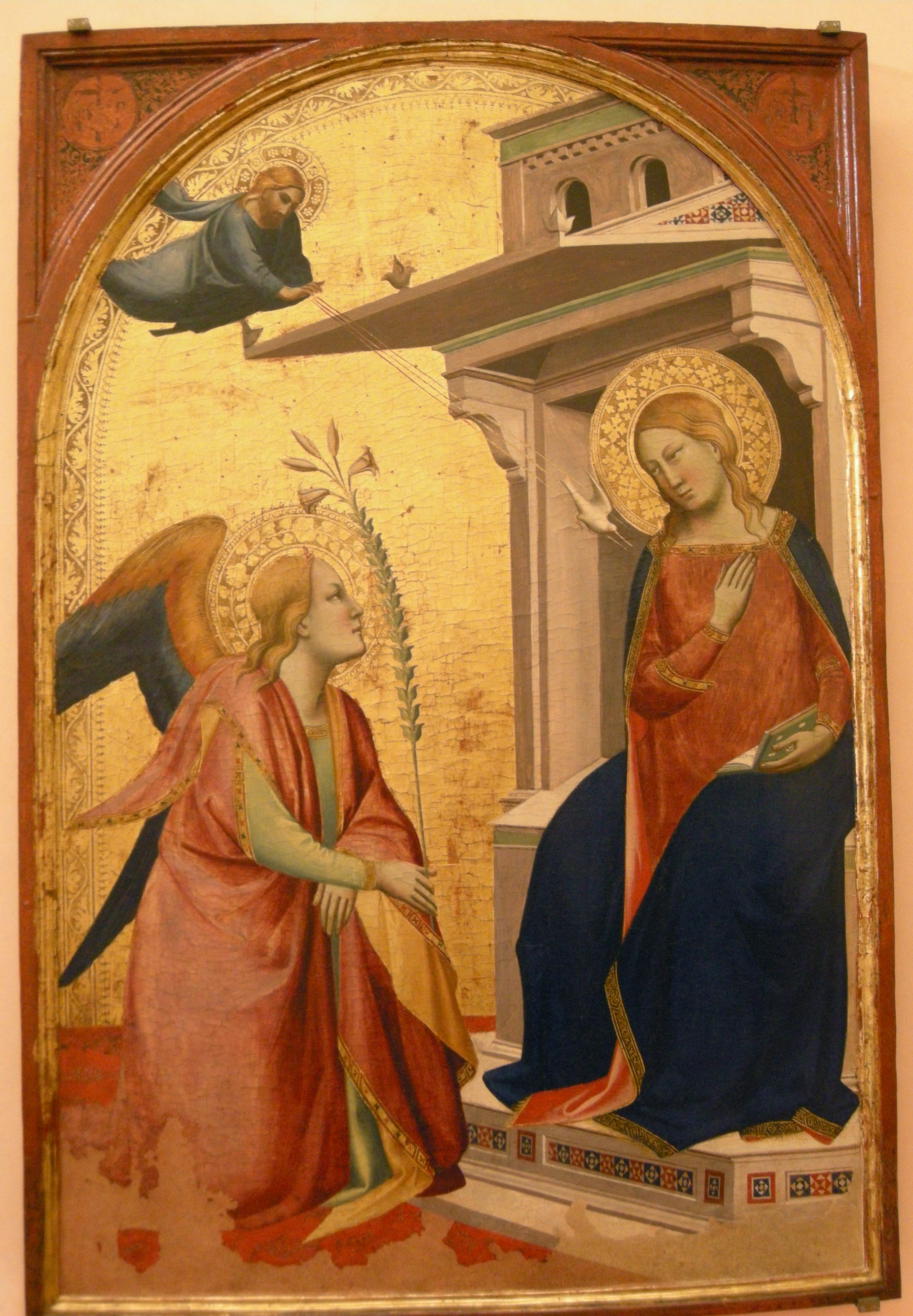
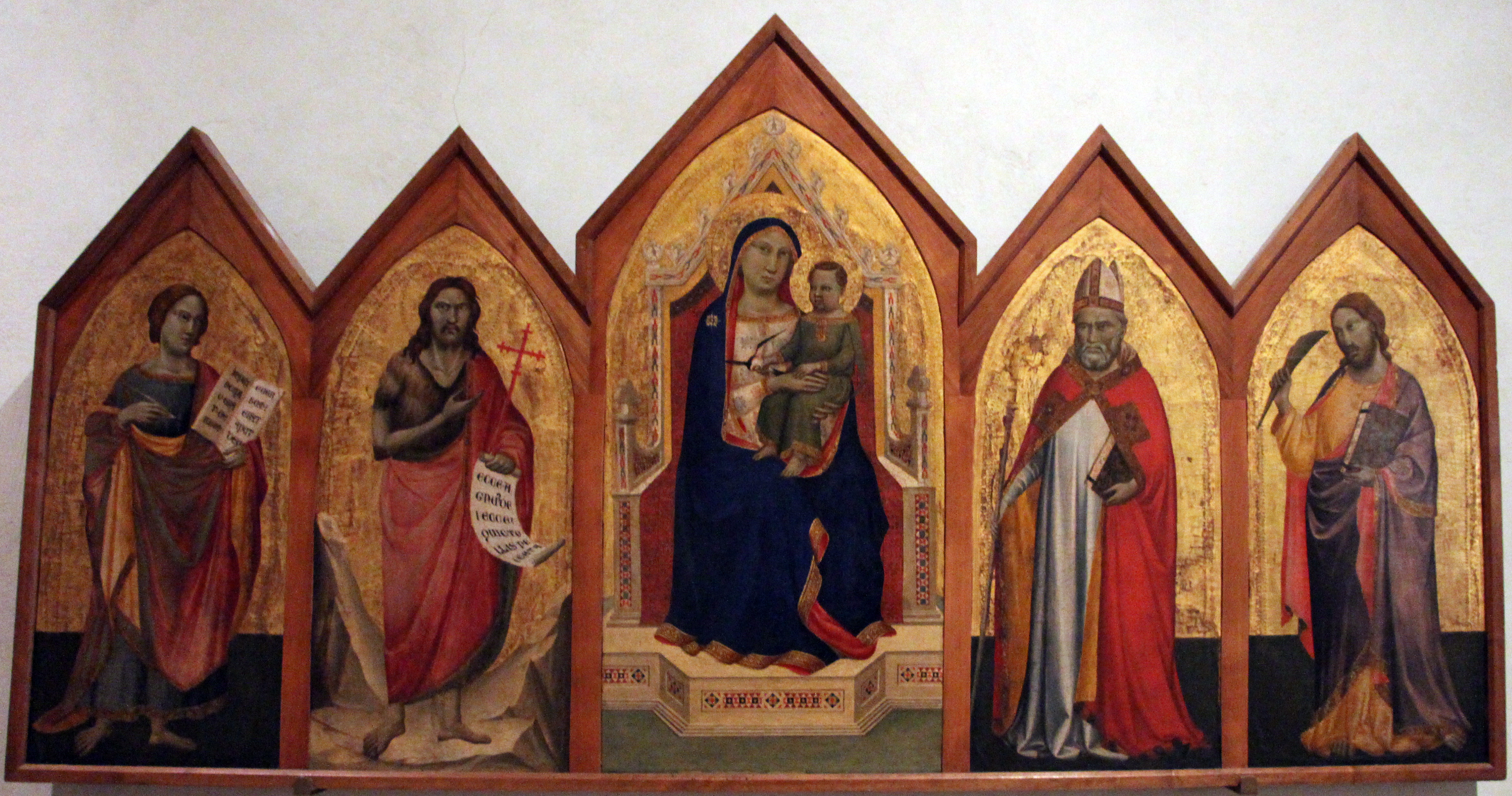
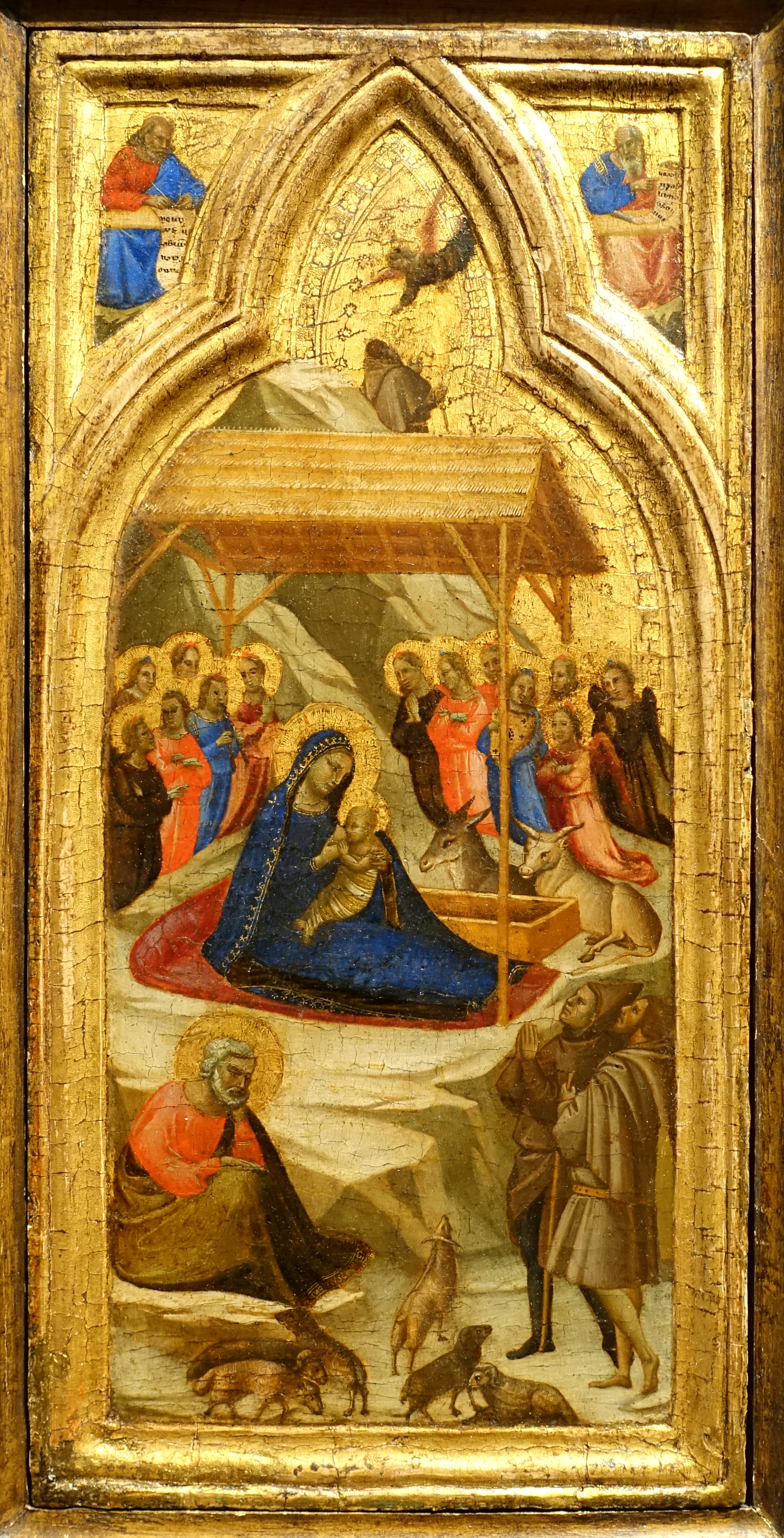